# Кокдала (Каратальський район)
Кокдала́ (каз. Көкдала) — село у складі Каратальського району Жетисуської області Казахстану. Входить до складу Єскельдинського сільського округу.
У радянські часи село називалось Достіженіє.
Населення — 449 осіб (2021; 501 у 2009, 591 у 1999, 575 у 1989).